# Gobierno y política de los Países Bajos
Los Países Bajos tienen una monarquía constitucional con un sistema parlamentario de gobierno. Todavía hoy en día se denomina Estados Generales de los Países Bajos al Parlamento bicameral de representación popular, equivaliendo por tanto a las Cortes Generales en España.
La Constitución del país fue promulgada por primera vez en 1815 (sin embargo, la primera constitución neerlandesa fue promulgada en 1798, en la República Bátava). En 1848 la constitución fue aprobada, introduciendo el sufragio censitario y un sistema parlamentario. Los Países Bajos tienen sufragio masculino desde 1917 y el sufragio universal desde 1919.
Un monarca hereditario es el jefe de Estado.
| Política en los Países Bajos Politiek en Nederland ( holandés ) | Política en los Países Bajos Politiek en Nederland ( holandés ) |
| --------------------------------------------------------------- | --------------------------------------------------------------- |
| Escudo de armas de los Países Bajos                             |                                                                 |
| Constitución                                                    | Constitución de los Países Bajos                                |
| Poder legislativo                                               |                                                                 |
| Nombre                                                          | Estados Generales                                               |
| Tipo                                                            | Bicameral                                                       |
| Lugar de encuentro                                              | Patio interior                                                  |
| Cámara alta                                                     |                                                                 |
| Nombre                                                          | Senado                                                          |
| Presidente                                                      | Jan Anthonie Bruijn , presidente del Senado                     |
| Cámara baja                                                     |                                                                 |
| Nombre                                                          | Cámara de los Representantes                                    |
| Presidente                                                      | Martin Bosma , presidente de la Cámara de Representantes        |
| Poder ejecutivo                                                 |                                                                 |
| Jefe de Estado                                                  |                                                                 |
| Título                                                          | Rey o Reina                                                     |
| Actualmente                                                     | Rey Guillermo Alejandro                                         |
| Designador                                                      | Hereditario                                                     |
| Jefe de gobierno                                                |                                                                 |
| Título                                                          | Rey o Reina ( de jure ) Primer ministro ( de facto )            |
| Actualmente                                                     | Dick Schoof                                                     |
| Designador                                                      | Monarca                                                         |
| Gabinete                                                        |                                                                 |
| Nombre                                                          | Gabinete del Consejo de Ministros de los Países Bajos           |
| Gabinete actual                                                 | Gabinete escolar                                                |
| Líder                                                           | Primer ministro                                                 |
| Líder adjunto                                                   | Viceprimer Ministro                                             |
| Designador                                                      | Monarca                                                         |
| Sede                                                            | Patio interior                                                  |
| Ministerios                                                     | 15                                                              |
| Poder judicial                                                  |                                                                 |
| Nombre                                                          | Poder judicial de los Países Bajos                              |
| Corte Suprema                                                   |                                                                 |
| Juez principal                                                  | Dineke de Groot                                                 |
| Asiento                                                         | La Haya                                                         |

## Partidos políticos
- 50PLUS (50+)
- Demócratas 66 D66)
- DENK (DENK)
- Foro para la Democracia (FVD)
- Fracción del Senado Independiente (OSF)
- Izquierda Verde (GroenLinks)
- Llamada Demócrata Cristiana (CDA)
- Partido del Trabajo (PvdA)
- Partido por los Animales (PvdD)
- Partido Popular por Libertad y Democracia (VVD)
- Partido por la Libertad (PVV)
- Partido Político Reformado (SGP)
- Partido Socialista (SP)
- Unión Cristiana (CU)

## Constitución
Artículo principal: Constitución de los Países Bajos
La Constitución holandesa enumera los derechos civiles y sociales básicos de los ciudadanos holandeses y describe la posición y función de las instituciones que tienen poder ejecutivo, legislativo y judicial.
La Constitución se aplica a los Países Bajos, uno de los cuatro países que conforman el Reino de los Países Bajos . Los Países Bajos abarcan todo el territorio europeo, así como las islas caribeñas de Bonaire , San Eustaquio y Saba . El Reino en su conjunto (los Países Bajos junto con Aruba , Curazao y Sint Maarten ) tiene su propio Estatuto , que describe su sistema político federado .
Los Países Bajos no cuentan con un tribunal constitucional y los jueces no tienen la autoridad para revisar la constitucionalidad de las leyes. Sin embargo, los tratados internacionales y el Estatuto del Reino prevalecen sobre el derecho neerlandés y la Constitución, y los jueces pueden revisar las leyes en contra de estos en un caso judicial específico. Además, toda legislación que no sea una ley en el sentido estricto de la palabra (como directrices políticas o leyes propuestas por gobiernos provinciales o municipales) puede ser sometida a examen de constitucionalidad. 
Las enmiendas a la Constitución deben ser aprobadas dos veces por ambas Cámaras de los Estados Generales ( en neerlandés : Staten-Generaal ). La primera vez, se requiere una mayoría de votos. Tras la disolución del parlamento y la celebración de elecciones generales , ambas Cámaras deben aprobar de nuevo las enmiendas propuestas con una mayoría de dos tercios.

## Partidos políticos
- 50PLUS (50+)
- Demócratas 66 D66)
- DENK (DENK)
- Foro para la Democracia (FVD)
- Fracción del Senado Independiente (OSF)
- Izquierda Verde (GroenLinks)
- Llamada Demócrata Cristiana (CDA)
- Partido del Trabajo (PvdA)
- Partido por los Animales (PvdD)
- Partido Popular por Libertad y Democracia (VVD)
- Partido por la Libertad (PVV)
- Partido Político Reformado (SGP)
- Partido Socialista (SP)
- Unión Cristiana (CU)

## Instituciones políticas
Las principales instituciones políticas son la monarquía, el gabinete, los Estados Generales y el sistema judicial. Existen otros tres Altos Colegios de Estado, que se encuentran en igualdad de condiciones con el parlamento, pero tienen un papel menos político, de los cuales el Consejo de Estado es el más importante. Otros niveles de gobierno son los municipios, las juntas de aguas y las provincias. Aunque no se mencionan en la Constitución, los partidos políticos y los interlocutores sociales organizados en el Consejo Social y Económico también son instituciones políticas importantes.
Los Países Bajos no tienen una separación de poderes tradicional ; según la Constitución, los Estados Generales y el gobierno (el monarca y los ministros) comparten el poder legislativo . Toda legislación debe pasar por el Consejo de Estado ( en neerlandés : Raad van State ) para su asesoramiento y el Consejo Social y Económico asesora al gobierno sobre la mayor parte de la legislación socioeconómica. El poder ejecutivo está reservado para el gobierno. El Consejo Social y Económico también tiene el derecho especial de crear y hacer cumplir la legislación en sectores específicos, principalmente en la agricultura. El poder judicial se divide en dos sistemas separados de tribunales. Para el derecho civil y penal, el Tribunal Supremo independiente es el tribunal más alto, mientras que para el derecho administrativo es el Consejo de Estado, que está presidido ex officio por el monarca

###### Monarquía
Artículos principales: Monarquía de los Países Bajos y Lista de monarcas de los Países Bajos
La monarquía actual se fundó en 1813. Tras la expulsión de los franceses, el Príncipe de Orange fue proclamado Príncipe Soberano de los Países Bajos. La nueva monarquía se confirmó en 1815 en el Congreso de Viena como parte de la reorganización de Europa tras la caída de Napoleón . La Casa de Orange-Nassau recibió los actuales Países Bajos y Bélgica para gobernarlos como el Reino Unido de los Países Bajos . Entre 1815 y 1890, el Rey de los Países Bajos fue también Gran Duque de Luxemburgo .
El actual monarca es Guillermo Alejandro , mientras que el heredero aparente es Catalina Amalia, princesa de Orange .
Constitucionalmente, el monarca es jefe de estado y tiene un papel en el proceso legislativo, ya que debe firmar cada ley para que sea válida. El monarca también preside ex officio el Consejo de Estado , que asesora al gabinete en cada pieza legislativa y es el tribunal supremo en derecho administrativo . Aunque el rey Guillermo Alejandro se toma estas funciones en serio, se abstiene de ejercer su poder en estos puestos. Hasta 2012, el monarca también jugó un papel central en la formación de un gabinete después de una elección general o una crisis de gabinete. El monarca solía nombrar al informateur  , quien preside las conversaciones de formación, después de consultar a los líderes parlamentarios de todos los partidos representados en la cámara baja de los Estados Generales. Debido a que este consejo era un asunto de registro público, el monarca no podía tomar fácilmente una dirección contraria al consejo de la mayoría en el parlamento. Por otro lado, lo que realmente se habló a puerta cerrada en palacio no se sabía. Al concluir las conversaciones de formación, el monarca nombra al gabinete. En caso de caída de un gobierno, el primer ministro debe solicitar al monarca que destituya al gabinete. 

### Gabinete
Artículos principales: Gabinete de los Países Bajos, primer ministro de los Países Bajos y Ministerios de los Países Bajos.
El gobierno de los Países Bajos ( regencia ) está compuesto constitucionalmente por el monarca y los ministros. El monarca solo participa en el nombramiento de ministros y no participa en la toma de decisiones. Los ministros forman colectivamente el Consejo de Ministros . Este consejo ejecutivo se reúne todos los viernes en el Trêveszaal del Binnenhof y promulga leyes y políticas. Si bien la mayoría de los ministros dirigen ministerios, desde 1939 se permite nombrar ministros sin cartera. El primer ministro de los Países Bajos preside el gabinete y es la figura política más importante del gobierno neerlandés.
El gobierno nacional ( Rijksoverheid o het Rijk ) está formado por los ministerios, las organizaciones de ejecución que caen bajo la responsabilidad de los ministerios, las inspecciones y los Altos Consejos de Estado,  y está involucrado en la preparación e implementación de los planes del gobierno y el parlamento.
Algunos de los primeros ministros más respetados de los Países Bajos incluyen: 

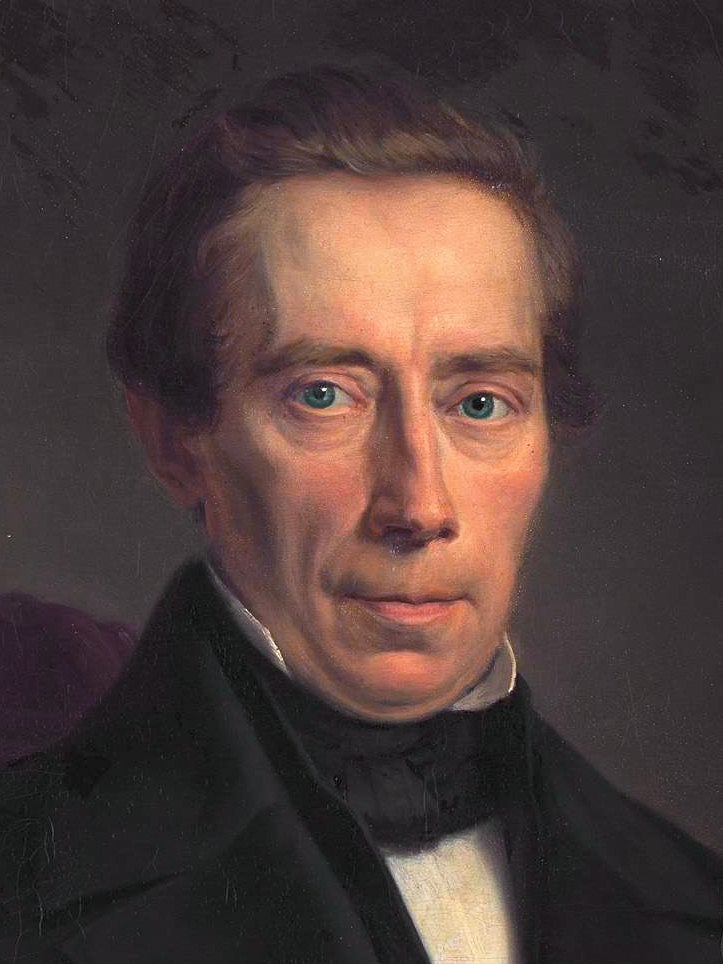
Johan Rudolph Thorbecke (1849–1853; 1862–1866, 1871–1872)
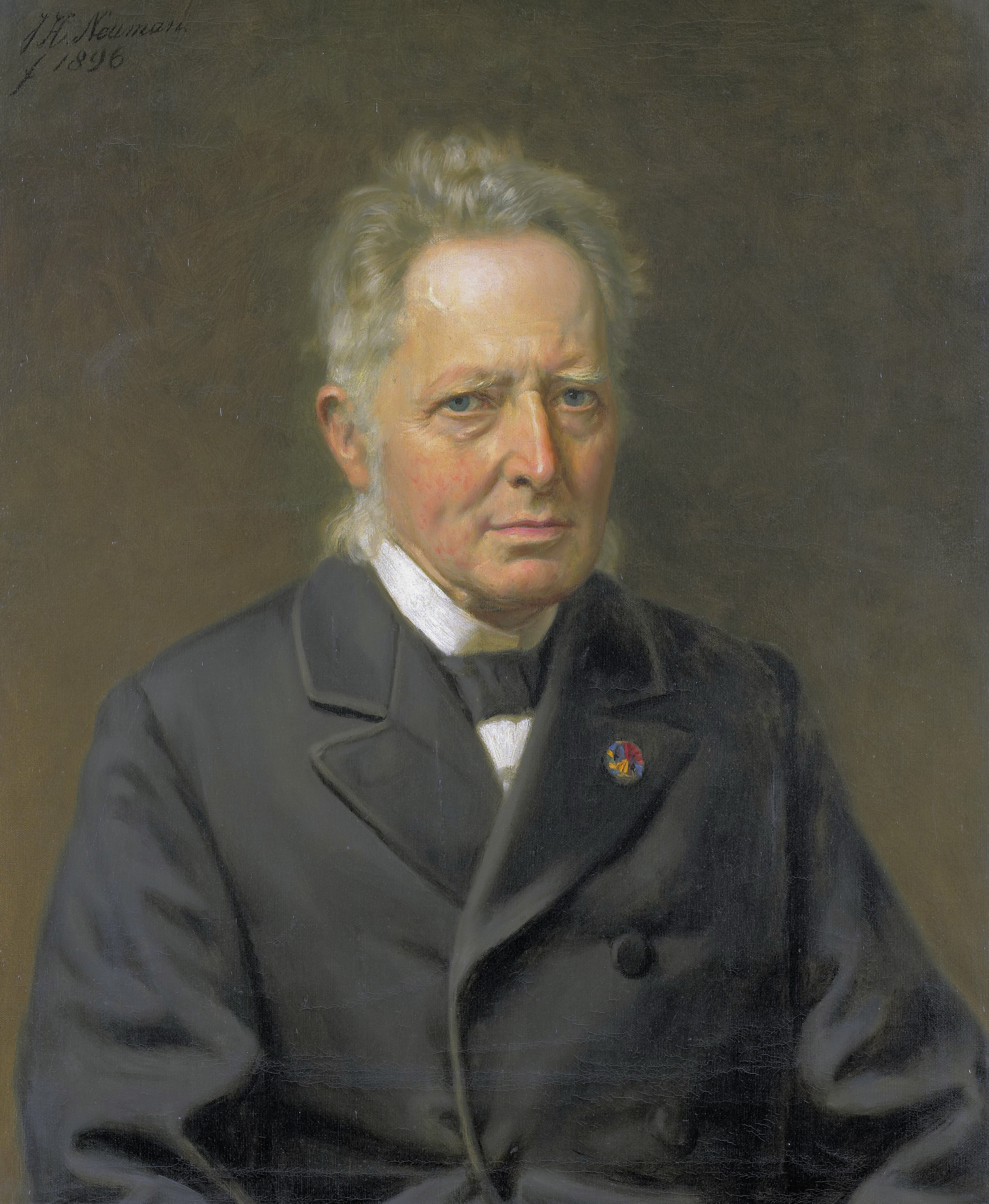
Jan Heemskerk (1874–1877; 1883–1888)
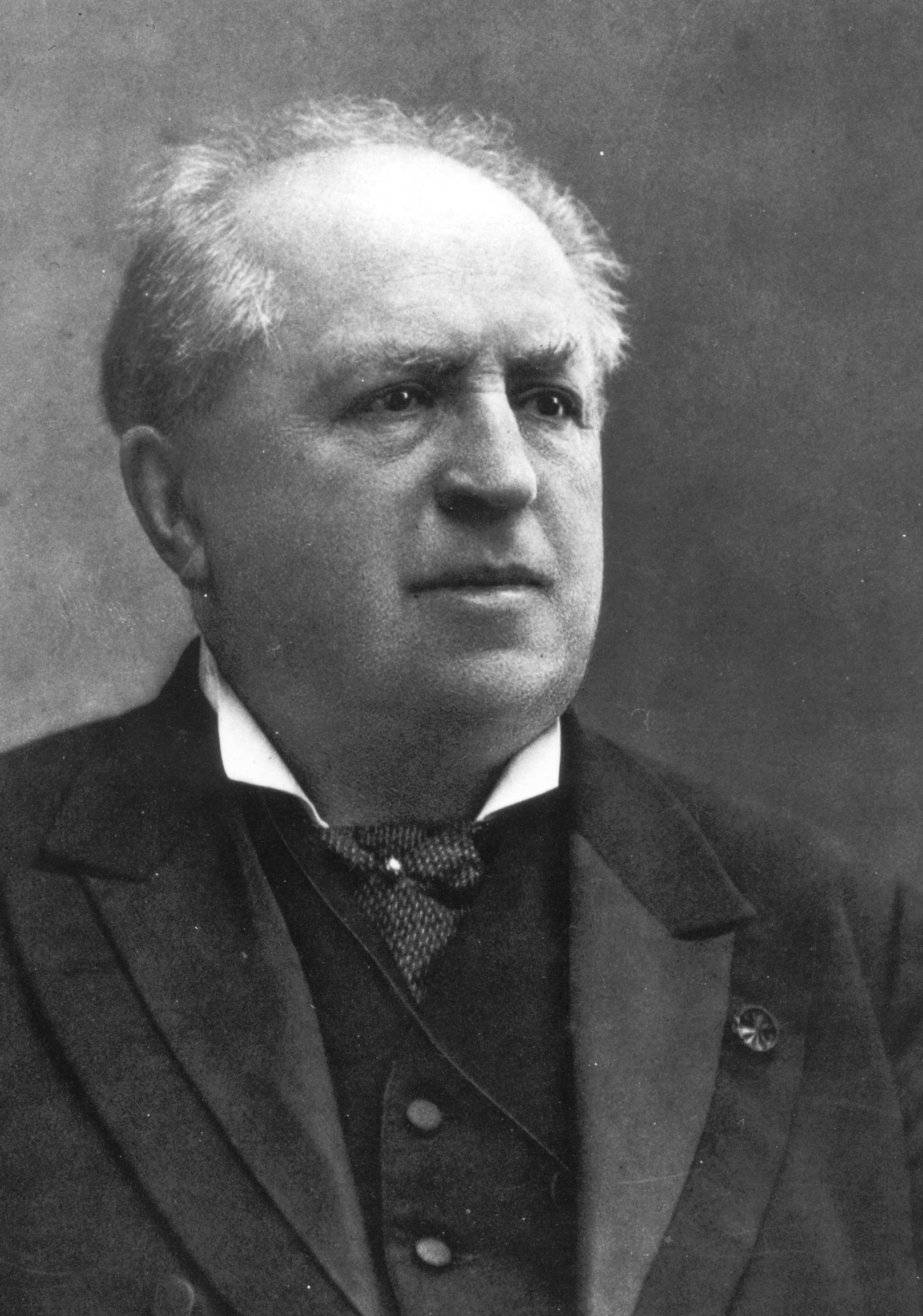
Abraham Kuyper (1901–1905)
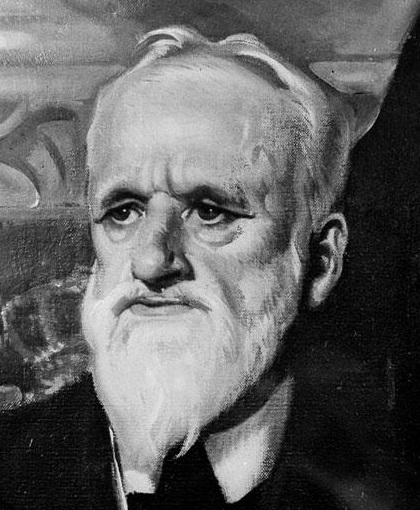
Pieter Cort van der Linden (1913–1918)
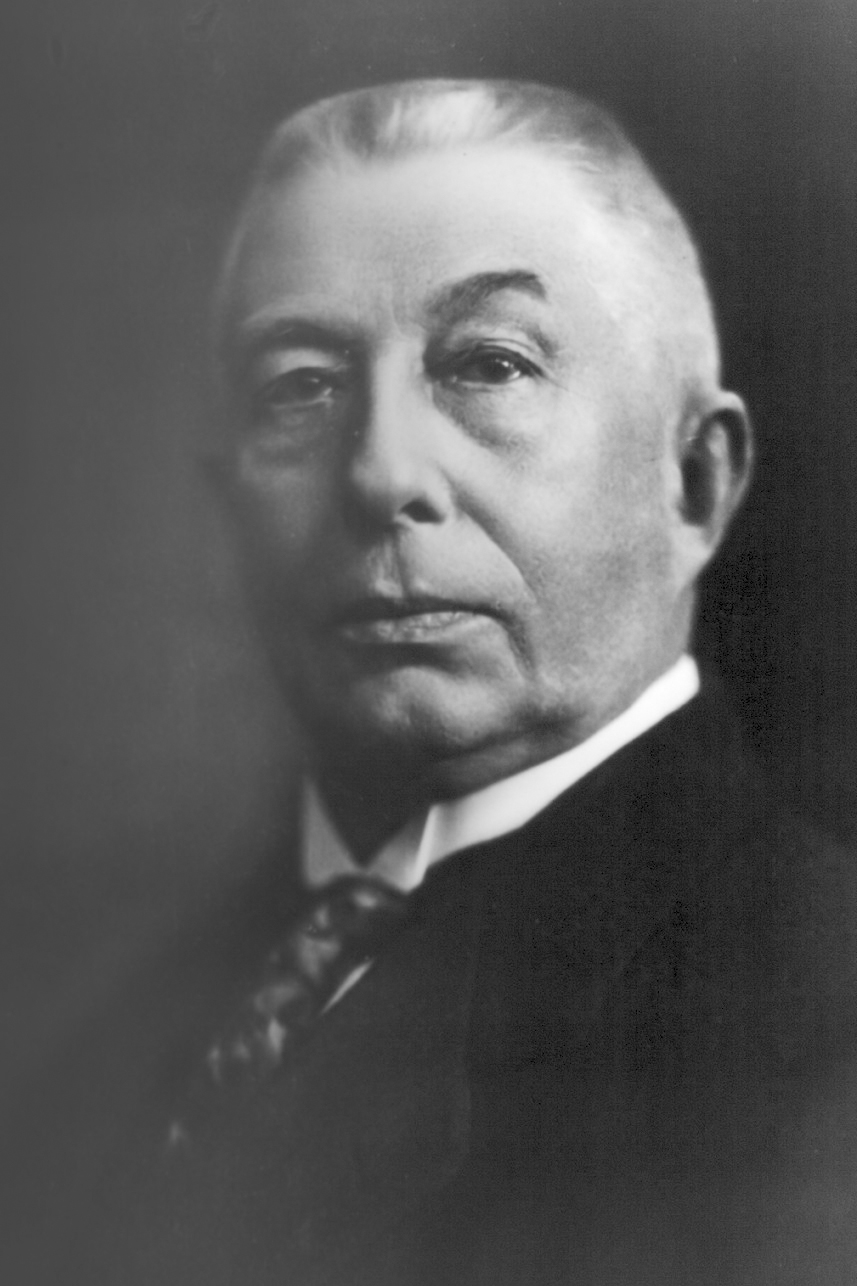
Hendrikus Colijn (1925–1926; 1933–1939)
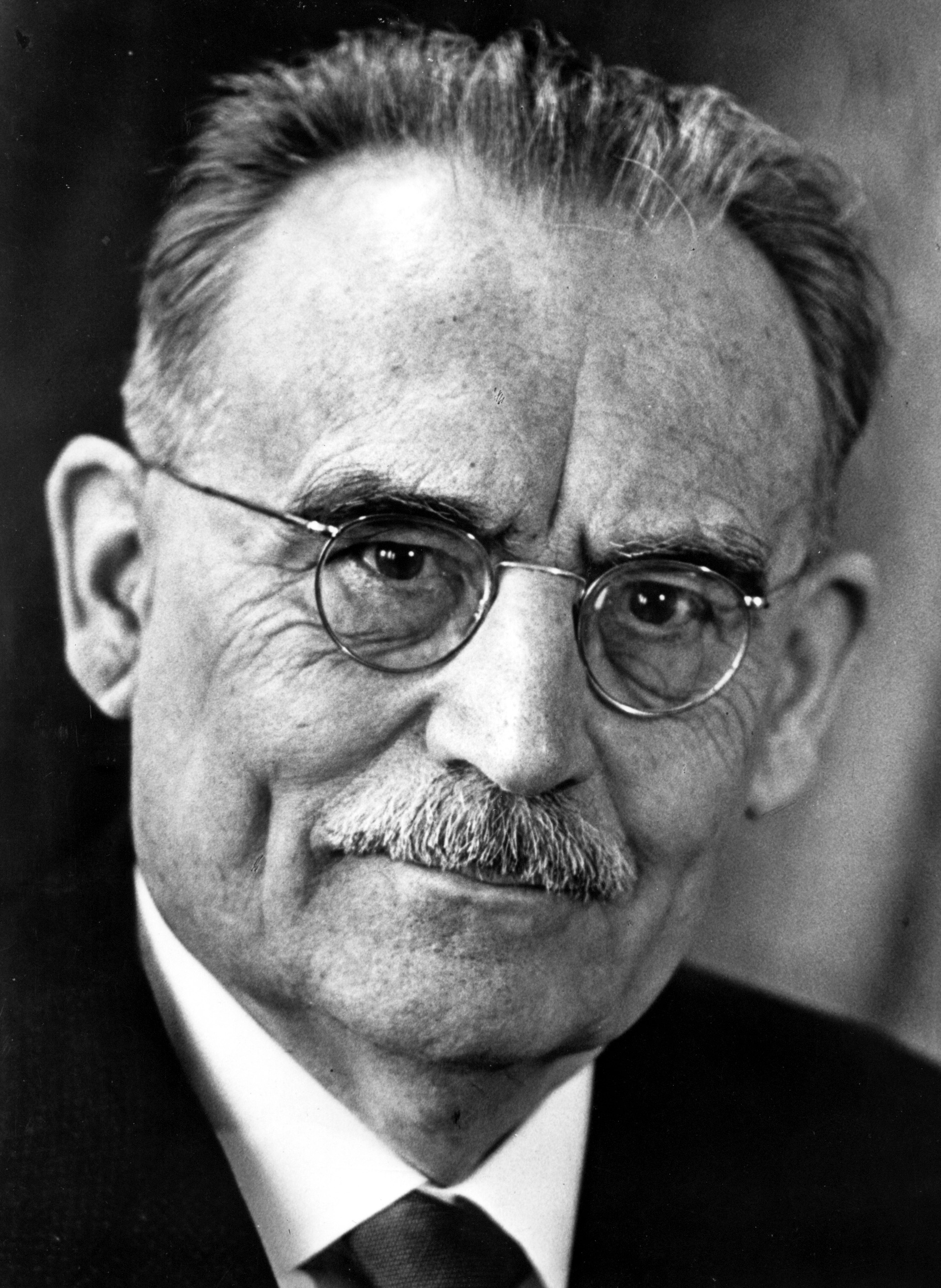
Willem Drees (1948–1958)
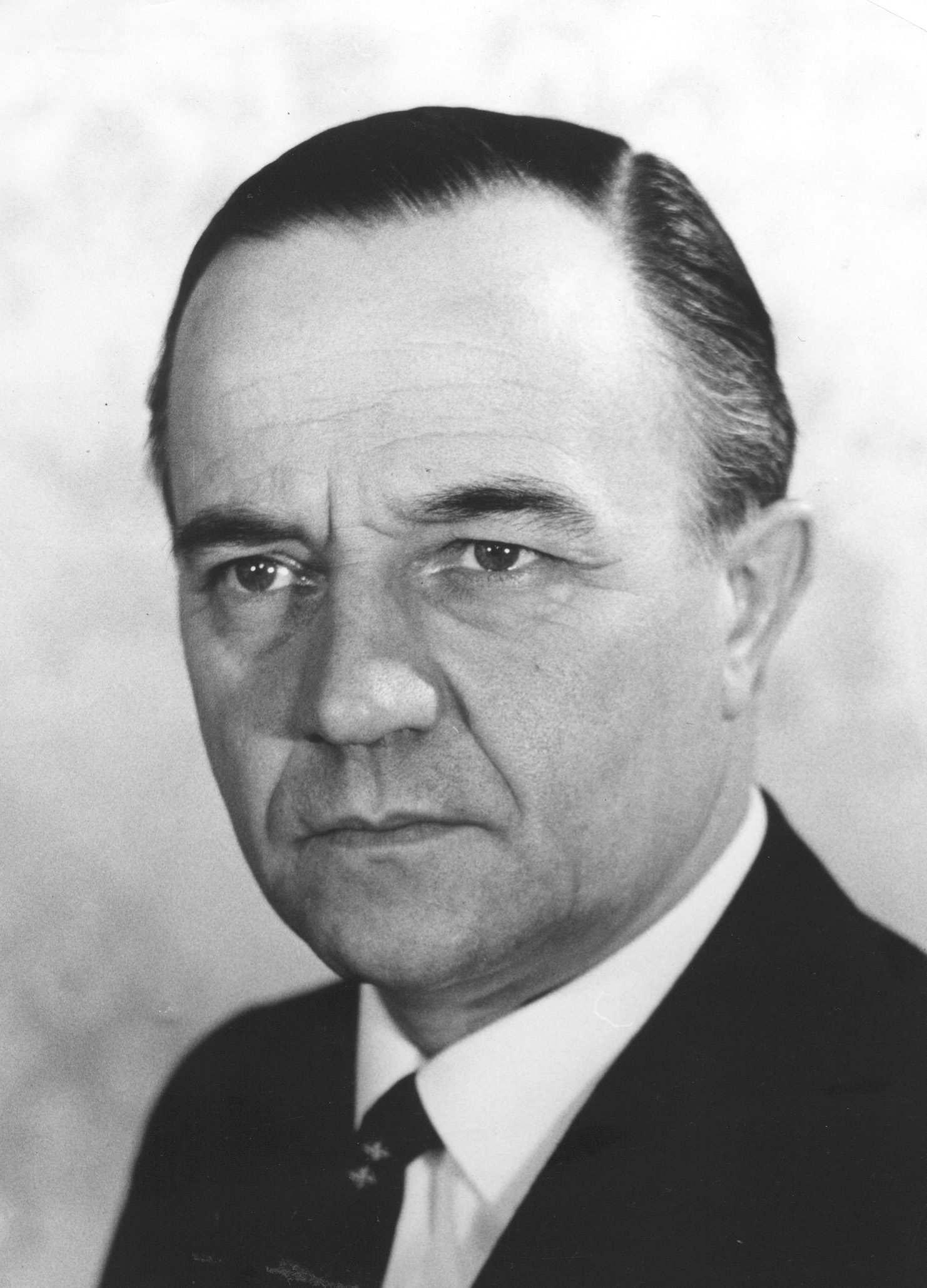
Piet de Jong (1967–1971)
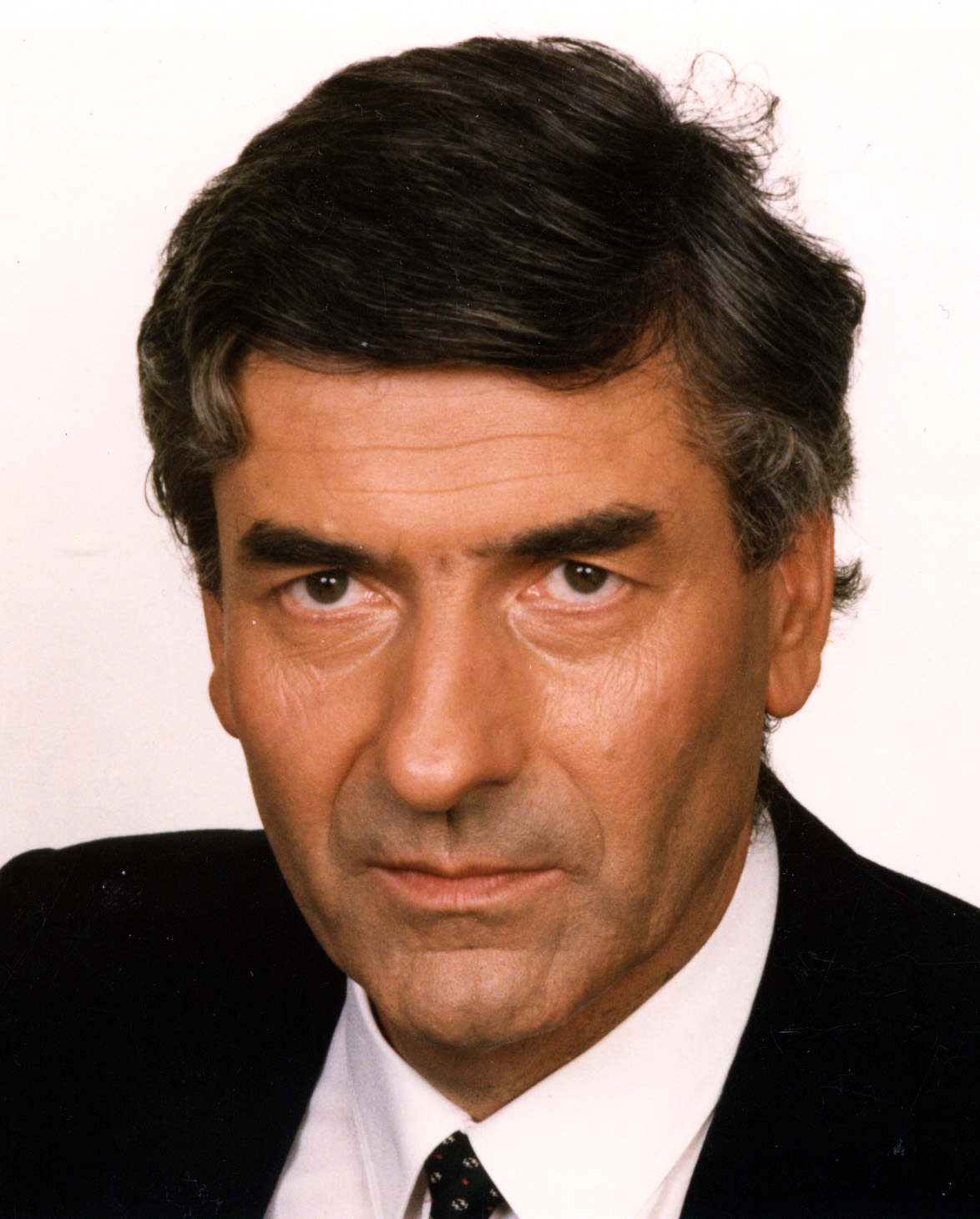
Ruud Lubbers (1982–1994)
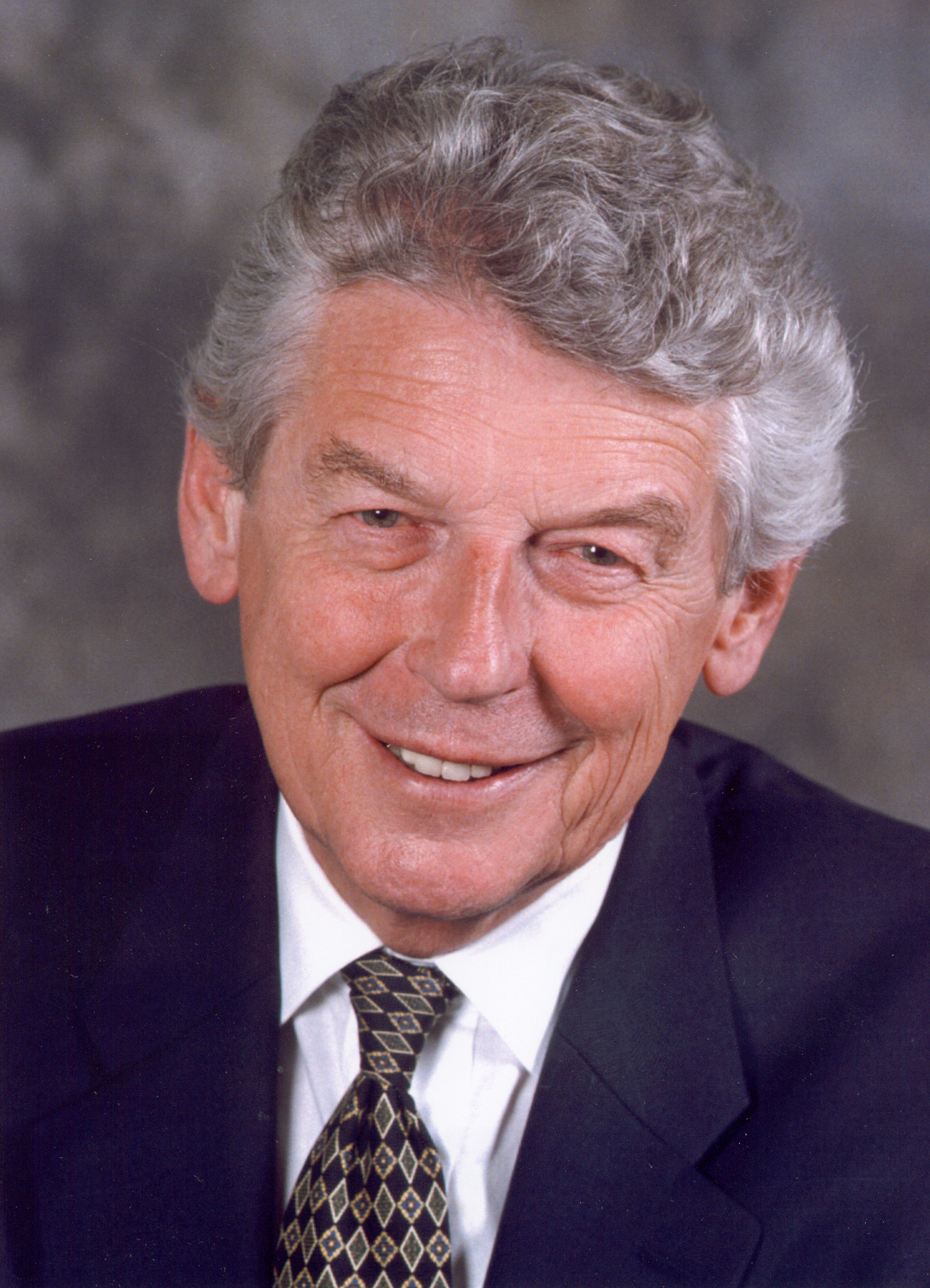
Wim Kok (1994–2002)
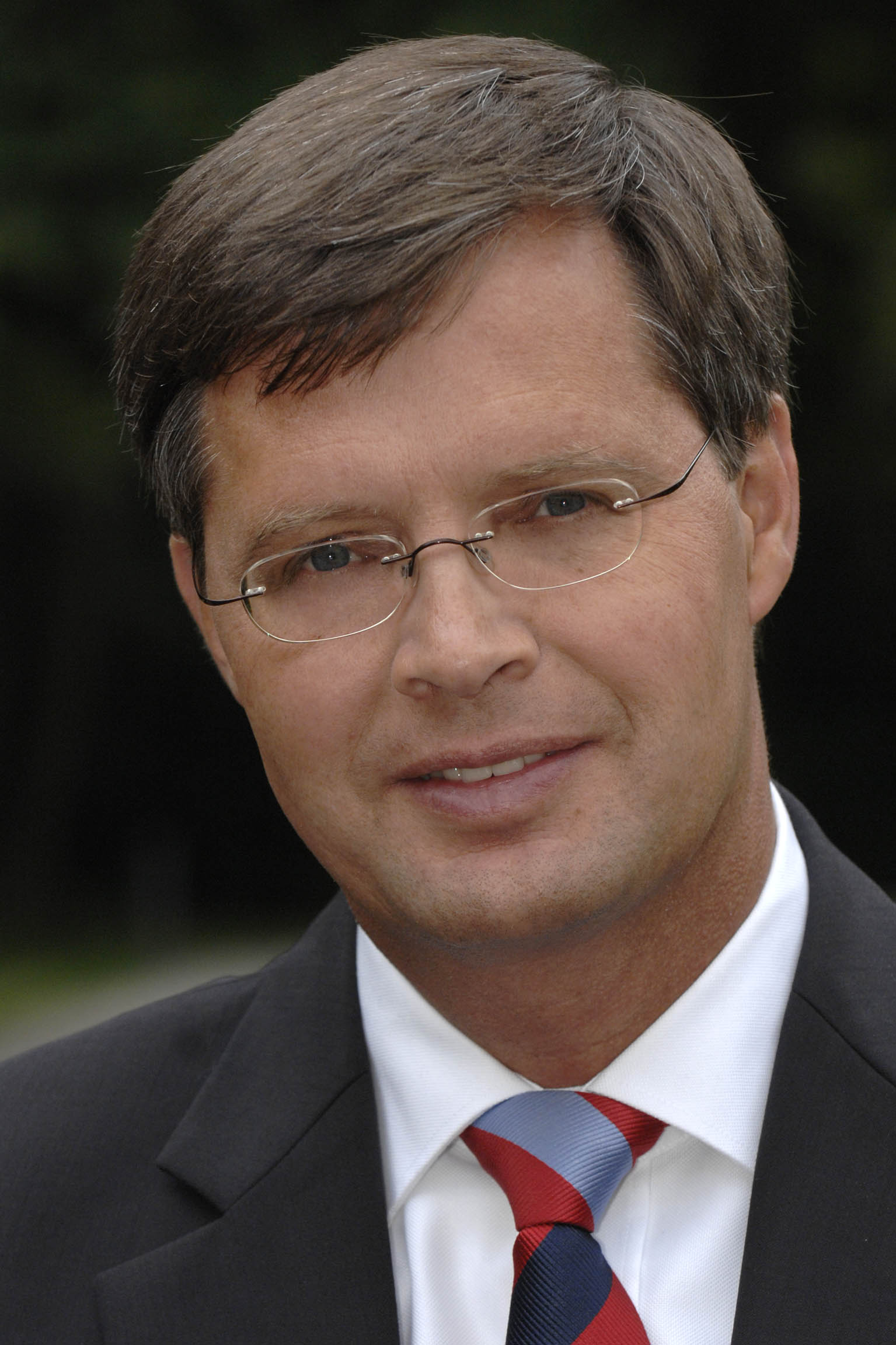
Jan Peter Balkenende (2002–2010)
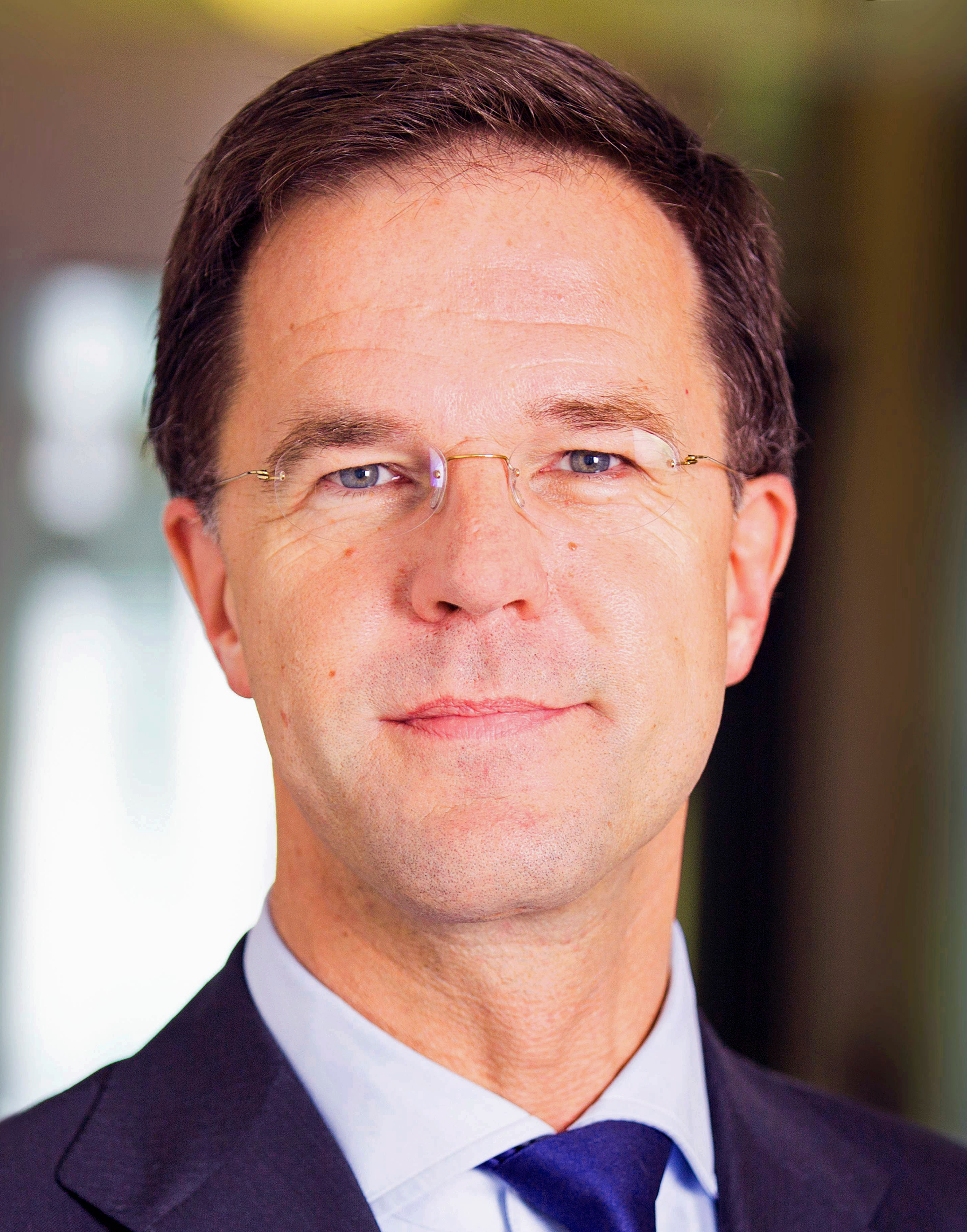
Mark Rutte (2010–2024)

### Estados Generales
Artículo principal: Estados Generales de los Países Bajos

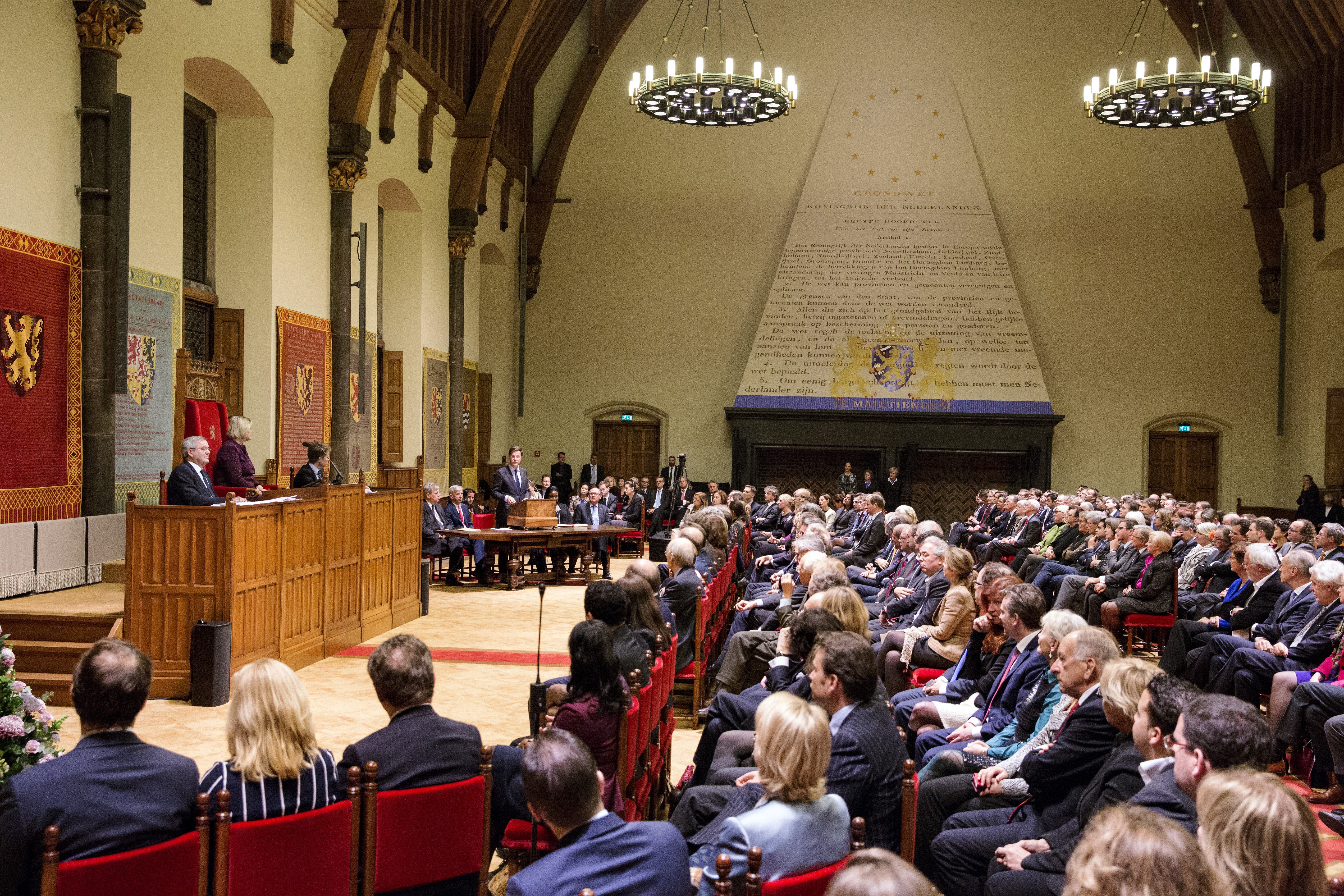
Joint session of the States General in the Ridderzaal, 2013

El Parlamento neerlandés, oficialmente conocido como los Estados Generales de los Países Bajos, está compuesto por una Cámara de Representantes ( Tweede Kamer ) y un Senado ( Eerste Kamer ). Ambas cámaras tienen su sede en el Binnenhof de La Haya y debaten las propuestas legislativas y revisan las acciones del gabinete. Solo la Cámara de Representantes tiene derecho a proponer o enmendar leyes, mientras que el Senado debate su validez en relación con la legislación neerlandesa, dado que los Países Bajos carecen de un tribunal constitucional. Actualmente, la Cámara de Representantes está compuesta por 150 miembros y 75 senadores.
Los miembros de la Cámara se eligen directamente cada cuatro años mediante el sistema de representación proporcional por lista de partidos . Los representantes se eligen a título personal, por lo que cuando un miembro deja de coincidir con su partido, puede optar por permanecer en la cámara, ya sea como representante independiente o como miembro de otro partido parlamentario. Si un miembro decide dimitir, el escaño vacante recae en el partido original que obtuvo los votos y se ofrece al candidato con la mejor posición en la lista electoral del partido que no haya sido elegido. Los gobiernos de coalición pueden fracasar antes de que finalice su mandato, lo que suele dar lugar a la disolución anticipada de la Cámara y a la convocatoria de nuevas elecciones.
Los miembros del Senado son elegidos indirectamente por los consejeros provinciales, nuevamente cada cuatro años, justo después de las elecciones de los consejos provinciales, mediante un sistema de representación proporcional . Actualmente, el Senado se considera principalmente un órgano de estadistas veteranos que reconsideran la legislación con tranquilidad, lejos de la presión de la propaganda política y mediática diaria. El cargo de senador es un trabajo a tiempo parcial, ya que la institución se reúne una vez por semana.

### Partidos políticos
Artículo principal: Partidos políticos de los Países Bajos

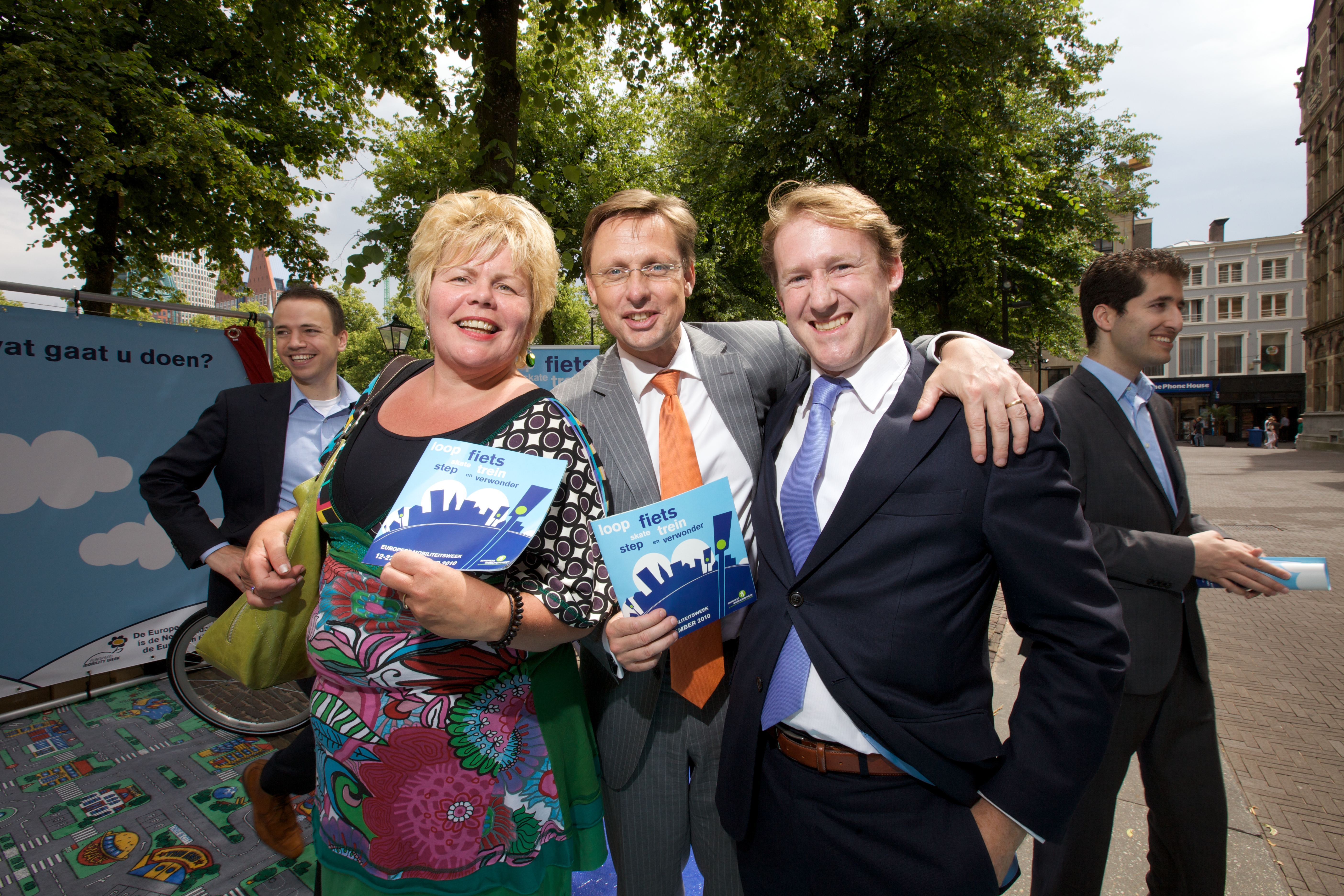
Several members of the House of Representatives campaigning for their respective parties in 2010. From left to right: Sander de Rouwe (CDA), Ineke van Gent (GL), Han ten Broeke (VVD), Kees Verhoeven (D66) and Farshad Bashir (SP)
El sistema de representación proporcional, combinado con la histórica división social entre católicos, protestantes, socialistas y liberales, ha dado lugar a un sistema multipartidista. Los partidos con representación actual en la Cámara de Representantes de los Países Bajos son:
- El Partido por la Libertad (PVV), un partido nacionalista conservador, populista de derecha y antiislámico, fundado y dirigido por Geert Wilders, exmiembro del VVD. Su filosofía se basa en la preservación de la integridad de la cultura holandesa y la oposición a la inmigración y la integración europea. Es mayoritariamente liberal en el ámbito económico.
- GroenLinks–PvdA, una alianza política entre GroenLinks y el Partido Laborista. El partido combina políticas socialdemócratas de centroizquierda con ideales ecologistas verdes. Se centra en temas como el cambio climático, el empleo, la seguridad social y la sanidad, con elementos tradicionales de la izquierda.
- El Partido Popular para la Libertad y la Democracia (VVD), un partido liberal conservador, muestra mayor apoyo a la empresa privada y la libertad económica que otros partidos. El VVD ha priorizado la seguridad sobre las libertades civiles. Mientras que el VVD es más liberal de mercado, el partido escindido D66 presenta una postura más social-liberal y se inclina más hacia la izquierda.
- Nuevo Contrato Social (NSC), un partido demócrata cristiano fundado en 2023 después de que Pieter Omtzigt se separara del CDA dos años antes.
- Demócratas 66 (D66), un partido social liberal de centro -centroizquierda. Apoya políticas liberales en temas sociales como el aborto, las drogas y la eutanasia, y defiende los derechos humanos y el progreso de la comunidad LGBT. D66 también es un firme defensor de la integración europea. Apoya el laicismo, la integración en la UE y apoya en cierta medida las libertades civiles y la privacidad.
- El Movimiento Campesino-Ciudadano (BBB) es un partido de centroderecha a derecha que tiene sus raíces en el agrarismo y el desarrollo rural.
- La Campaña Demócrata Cristiana (CDA), un partido demócrata cristiano de centro -centroderecha y moderadamente conservador, defiende el principio de que la actividad gubernamental debe complementar, pero no suplantar, la acción ciudadana comunitaria. La CDA sitúa su filosofía entre el « individualismo » del VVD y el « estatismo » del PvdA.
- El Partido Socialista (PS), en sus primeros años un partido socialista radical y comunista, una escisión maoísta del Partido Comunista de los Países Bajos. Actualmente es un partido socialista que defiende el socialismo democrático, rechaza la privatización de los servicios públicos y aboga por un mayor bienestar social, educación y seguridad socializadas.
- DENK, un pequeño partido político que se centra en promover el multiculturalismo y la integración social. El partido también apoya el ambientalismo y la justicia internacional.
- El Partido por los Animales es un partido defensor de los derechos de los animales, a menudo considerado unipartidista, aunque afirma no serlo. Se centra en el bienestar animal, la protección del medio ambiente y la conservación. También mantiene posturas de izquierda en materia de educación, privacidad, sanidad y economía.
- Foro para la Democracia (FvD), un partido conservador nacionalista de derecha. A favor de la reducción de impuestos, la promoción de la sostenibilidad ambiental (al tiempo que cuestiona la influencia de la humanidad en el cambio climático), la inversión y expansión militar, la reforma electoral, la convocatoria de un referéndum sobre la pertenencia a la Unión Europea, el restablecimiento de controles fronterizos y el fin de lo que percibe como inmigración masiva.
- El Partido Político Reformado (SGP), un partido protestante explícitamente religioso, radicalmente conservador y teocrático, es un partido testimonial. Recién en 2006, tras una fuerte presión política, se permitió la afiliación de mujeres. Obtiene habitualmente 2 o 3 de los 150 escaños del parlamento.
- La Unión Cristiana, un partido demócrata cristiano y conservador, compuesto mayoritariamente por cristianos protestantes ortodoxos, con posturas conservadoras sobre el aborto, la eutanasia y el matrimonio igualitario. En otros ámbitos, el partido se considera de centroizquierda, por ejemplo, en inmigración, el estado del bienestar y el medio ambiente.
- Volt Netherlands, la rama holandesa del movimiento social y económicamente liberal paneuropeo Volt Europa, que aboga por el europeísmo, el federalismo europeo y amplias libertades civiles.
- JA21, un partido liberal conservador surgido tras conflictos internos en el Foro para la Democracia. El partido está influenciado por las ideas del político de derecha Pim Fortuyn, asesinado en 2002, quien promueve políticas migratorias más estrictas, el emprendimiento y mayores libertades individuales.

### Consejo de Estado
Artículo principal: Consejo de Estado (Países Bajos)
El Consejo de Estado es un órgano consultivo del gabinete sobre aspectos constitucionales y judiciales de la legislación y las políticas públicas. Toda propuesta legislativa se envía al Consejo de Estado para su asesoramiento. Si bien este asesoramiento no es vinculante, el gabinete está obligado a responder a él y, a menudo, desempeña un papel importante en el debate posterior en el Parlamento. Además, el Consejo es el tribunal administrativo de mayor rango .
El Consejo está presidido ex officio por el monarca. El probable heredero al trono se convierte en miembro del Consejo al alcanzar la mayoría de edad. El monarca deja la gestión diaria al vicepresidente del Consejo de Estado , actualmente Thom de Graaf , y a los demás consejeros, que son principalmente juristas, exministros, parlamentarios y jueces o profesores de derecho.

## Altos Consejos de Estado
El sistema político neerlandés cuenta con cinco Altos Consejos de Estado , considerados explícitamente independientes por la Constitución. Además de las dos Cámaras del Parlamento y el Consejo de Estado, estos son el Tribunal de Cuentas y el Defensor del Pueblo Nacional .
El Tribunal de Cuentas investiga si los fondos públicos se recaudan y gastan de forma legítima y eficaz. El Defensor del Pueblo Nacional investiga las quejas sobre el funcionamiento y las prácticas gubernamentales. Al igual que el asesoramiento del Consejo de Estado, los informes de estos organismos son difíciles de ignorar y, a menudo, influyen en el debate público y político.

## Sistema judicial
Artículo principal: Poder judicial de los Países Bajos
El poder judicial está compuesto por once tribunales de distrito, cuatro tribunales de apelación, tres tribunales administrativos de apelación ( el Tribunal Central de Apelaciones , el Tribunal de Apelaciones de Comercio e Industria y el Consejo de Estado) y el Tribunal Supremo . Todos los nombramientos judiciales son realizados por el Gobierno. Los jueces son nombrados vitalicios hasta su jubilación a los 70 años.

## Consejos asesores
Como parte de la tradición holandesa de toma de decisiones despolitizada y basada en el consenso, el gobierno a menudo recurre a consejos asesores compuestos por especialistas académicos o representantes de las partes interesadas.
El consejo asesor más destacado es el Consejo Social y Económico ( en neerlandés : Sociaal Economische Raad , SER), compuesto por representantes de sindicatos y organizaciones empresariales , junto con especialistas designados por el gobierno. Se le consulta desde las primeras etapas de la formulación de políticas financieras, económicas y sociales. Asesora al gobierno y su asesoramiento, al igual que el de los Altos Consejos de Estado , es ineludible. El SER lidera un sistema de OBP , organizaciones autorreguladas que contribuyen a la elaboración de leyes para sectores económicos específicos.
En el Consejo Social y Económico están representadas las siguientes organizaciones, que representan dos tercios de sus miembros:
- la Federación de Sindicatos Holandeses de izquierda ,
- la Federación Nacional de Sindicatos Cristianos
- el sindicato de personal directivo, la Federación Sindical de Profesionales ,
- la organización de empleadores VNO-NCW ,
- la organización de empleadores de pequeñas y medianas empresas MKB-Nederland, y
- la organización de empleadores de agricultores LTO Nederland.

El tercio restante de los miembros del consejo es designado por el gobierno. Entre ellos se incluyen profesores de economía y áreas afines, así como representantes de la Oficina de Análisis de Política Económica y del Banco Neerlandés . Además, representantes de organizaciones medioambientales y de consumidores están representados en los grupos de trabajo del SER.
Otros órganos consultivos destacados son:
- La Oficina de Análisis de Política Económica , que pronostica el desarrollo económico,
- Statistics Netherlands , que estudia e informa sobre los desarrollos sociales y económicos,
- El Instituto Holandés de Investigación Social , que estudia las tendencias sociales y culturales a largo plazo,
- el Instituto Nacional de Salud Pública y Medio Ambiente , que asesora al gobierno en cuestiones ambientales y de salud, y
- el Consejo Científico de Política Gubernamental , que asesora al gobierno sobre las tendencias sociales, políticas y económicas a largo plazo

## Gobierno subnacional
Artículos principales: Política provincial en los Países Bajos y Política municipal de los Países Bajos
Los Países Bajos se dividen en doce provincias, responsables de la planificación territorial , la política sanitaria y el ocio , dentro de los límites establecidos por el gobierno nacional. Además, supervisan la política y las finanzas de los municipios y las juntas de aguas. Los consejos provinciales son elegidos directamente por los habitantes cada cuatro años. El poder ejecutivo lo ejercen el comisionado del Rey (o de la Reina) y el Colegio del ejecutivo provincial . El comisionado es nombrado por el gobierno nacional y rinde cuentas al Ministro del Interior y de Relaciones del Reino . Los miembros del ejecutivo provincial son nombrados por el consejo provincial y rinden cuentas ante él.
El gobierno local en los Países Bajos está formado por 342 municipios (en 2023). Los municipios son responsables de la educación , la planificación territorial y la seguridad social , dentro de los límites prescritos por el gobierno nacional y provincial. Al igual que los consejos provinciales, los consejos municipales se eligen directamente cada cuatro años. Los municipios están gobernados por el ejecutivo municipal , compuesto por el alcalde y varios concejales. El alcalde es nombrado por el gobierno nacional y rinde cuentas al Ministro del Interior y Relaciones del Reino. Los concejales son nombrados por el consejo municipal y rinden cuentas ante él. Las ciudades principales de Ámsterdam y Róterdam se subdividen en áreas administrativas ( stadsdelen ), que tienen sus propias responsabilidades (limitadas).
El gobierno local de los Países Bajos del Caribe está formado por tres organismos públicos, a veces denominados «municipios especiales», que no forman parte de una provincia. Están gobernados por un Teniente General ( en neerlandés : gezaghebber ) y unos «eilandgedeputeerden», que rinden cuentas al consejo insular , elegido por sufragio directo. Sus actividades son similares a las de los municipios, pero de mayor alcance.
Además, existen juntas de agua responsables de las vías navegables interiores, los niveles freáticos , los pólderes , los diques y otras obras hidráulicas del país . Estas juntas están dirigidas por representantes de empresas, agricultores y organizaciones de conservación de la naturaleza, así como por representantes elegidos por los ciudadanos de la zona. Tienen la facultad de cobrar impuestos a sus residentes.

## Política exterior
Artículo principal: Relaciones exteriores de los Países Bajos
La política exterior de los Países Bajos se basa en cuatro compromisos fundamentales: las relaciones transatlánticas , la integración europea , el desarrollo internacional y el derecho internacional . Si bien históricamente los Países Bajos fueron un Estado neutral, se han unido a numerosas organizaciones internacionales desde la Segunda Guerra Mundial , entre las que destacan las Naciones Unidas , la OTAN y la Unión Europea . La economía neerlandesa es muy abierta y depende en gran medida del comercio internacional. Uno de los temas internacionales más controvertidos en torno a los Países Bajos es su política liberal respecto a las drogas blandas .

## Cuestiones de política
Las políticas holandesas sobre drogas recreativas , prostitución , matrimonio entre personas del mismo sexo , aborto y eutanasia están entre las más liberales del mundo. [ cita requerida ]

## Historia política
Artículo principal: Historia de los Países Bajos: historia moderna (1900-presente)
Véase también: Anarquismo en los Países Bajos , Democracia cristiana en los Países Bajos , Liberalismo en los Países Bajos y Socialismo en los Países Bajos.

## Desde 1994
Unión Cristiana, disponiendo juntas de una mayoría parlamentaria, llegaron a un acuerdo temporal para el presupuesto de 2013. Lo que siguió en septiembre de 2012 fueron las elecciones generales de 2012 , en las que tanto el VVD como el PvdA obtuvieron una victoria considerablemente mayor, obteniendo 41 y 38 escaños respectivamente.
Los tres partidos que más perdieron fueron el PVV, que pasó de 24 a 15 escaños; el CDA, que continuó con la derrota de 2010 y obtuvo solo 13 escaños; y GroenLinks, que pasó de 10 a solo 4 escaños. El SP (15 escaños), la Unión Cristiana (5 escaños) y el PvdD (2 escaños) se mantuvieron estables, mientras que el D66 (10 a 12 escaños) y el SGP (2 a 3 escaños) obtuvieron victorias moderadas. El recién llegado fue 50PLUS , un partido de jubilados, que obtuvo 2 escaños. En noviembre de 2012, tras una formación de gabinete relativamente corta, el segundo gabinete de Rutte fue formado por el VVD y el PvdA.
Al segundo gabinete Rutte le siguió el tercer gabinete Rutte en octubre de 2017, después de las elecciones generales de 2017. Estaba formado por el VVD, el CDA, el D66 y el CU.
En 2019, comenzaron las protestas de miles de agricultores holandeses que consideran que las "políticas verdes" son una amenaza para su sustento debido a la limitación del consumo de nitrógeno y otras políticas que imponen cargas adicionales a la capacidad de cultivar. 
El 15 de enero de 2021, el gabinete de Rutte dimitió ante el escándalo de las ayudas al cuidado infantil en los Países Bajos .  En marzo de 2021, el partido de centroderecha VVD del primer ministro Mark Rutte fue el ganador de las elecciones , consiguiendo 35 de los 150 escaños. El segundo partido más grande fue el D66, de centro-izquierda, con 24 escaños. El partido de extrema derecha de Geert Wilders perdió algunos escaños, mientras que el partido de extrema derecha de Thierry Baudet , Foro para la Democracia , creció.  El cuarto gabinete de Rutte que siguió no logró llegar a un acuerdo sobre la política de asilo y cayó en julio de 2023, lo que desencadenó elecciones anticipadas en noviembre .  El Partido por la Libertad (PVV), populista de derecha , liderado por Geert Wilders , obtuvo el mayor número de escaños y formó el gabinete de derecha Schoof . 
Los Países Bajos fueron considerados en 2023 el 17º país más democrático electoralmente del mundo según los índices de democracia V-Dem . 

## 1966–1994
editar
En la década de 1960, surgieron nuevos partidos, que gozaban de mayor popularidad entre los votantes jóvenes, quienes se sentían menos atados a los pilares. El baby boom de la posguerra implicó un cambio demográfico hacia edades más bajas. Además, la edad para votar se redujo, primero de 23 a 21 años en 1963 y luego a 18 años en 1972. El nuevo partido más exitoso fue el progresista liberal Demócratas 66 (D66), que propuso la democratización para romper con la pilarización.
La pilarización decayó, y los tres partidos democristianos perdieron casi la mitad de sus votos. En 1977, se fusionaron en la Apelación Demócrata Cristiana (CDA), que se convirtió en una fuerza importante en la política neerlandesa, participando en los gobiernos ininterrumpidamente desde 1977 hasta 1994. Mientras tanto, el partido liberal conservador VVD y el D66 obtuvieron importantes avances electorales.
El estado de bienestar holandés se había convertido en el sistema de seguridad social más completo del mundo a principios de los años ochenta, pero entró en crisis cuando el gasto aumentó debido a las dramáticamente altas tasas de desempleo y al bajo crecimiento económico. A principios de los ochenta, el desempleo superó el 11 % y el déficit presupuestario se elevó al 10,7 % de la renta nacional. Las coaliciones de centroderecha y centroizquierda CDA-VVD y CDA-PvdA reformaron el estado de bienestar holandés para controlar el déficit presupuestario y crear empleo. Se redujeron las prestaciones sociales, se bajaron los impuestos y se desregularon las empresas. Gradualmente, la economía se recuperó y el déficit presupuestario y el desempleo se redujeron considerablemente.
Cuando los partidos de extrema izquierda perdieron mucho apoyo electoral en las elecciones de 1986, decidieron fusionarse en el nuevo GroenLinks en 1989, con considerable éxito

## 1800–1966
Los Países Bajos han sido una monarquía constitucional desde 1813 y una democracia parlamentaria desde 1848. Anteriormente, fueron una república de 1581 a 1806 y un reino entre 1806 y 1810 (formaron parte de Francia entre 1810 y 1813). [ cita requerida ]
Antes de 1917, los Países Bajos contaban con un sistema de sufragio censitario de dos vueltas (según la Constitución de 1814), en el que solo los varones adultos propietarios tenían derecho a voto. Bajo la influencia del auge del movimiento socialista , los requisitos se redujeron gradualmente hasta que en 1917 se instituyó el actual sistema de votación por representación proporcional por listas de partidos , con sufragio universal masculino , ampliado en 1919 para incluir a las mujeres.
Hasta 1966, la política neerlandesa se caracterizó por la pilarización . La sociedad estaba dividida en varios segmentos (pilares) que vivían separados entre sí y solo existía contacto en los niveles superiores, en el gobierno. Estos pilares contaban con sus propias organizaciones, siendo la más importante los partidos políticos. Existían cuatro pilares, que conformaban los cinco partidos más importantes: el Partido Laborista socialista (PvdA), el Partido Popular para la Libertad y la Democracia (VVD), de tendencia liberal conservadora , el Partido Popular Católico (KVP) y los dos partidos protestantes conservadores, la Unión Histórica Cristiana (CHU) y el Partido Antirrevolucionario (ARP). Dado que ningún partido obtenía jamás la mayoría absoluta, estos partidos políticos tuvieron que trabajar juntos en gobiernos de coalición. Estos se alternaban entre una coalición de centroizquierda " Romano/Rojo " del PvdA, el KVP, el ARP y el CHU y una coalición de centroderecha del VVD, el KVP, el ARP y el CHU.

The seat distribution in the House of Representatives from 1946 to 2025. The left-wing parties are on the bottom, the Christian democratic parties in the center, with the right-wing parties closer to the top. Occasionally one-issue parties have arisen that are shown at the extreme top. Vertical lines indicate general elections.

## Territorios de ultramar
De acuerdo al estatuto del reino de 1954, el reino está formado por los Países Bajos, Aruba y las hoy extintas Antillas Neerlandesas (actuales Curazao, San Martín, Bonaire, Saba y San Eustaquio)